# Metastivalius shawmayeri
Metastivalius shawmayeri är en loppart som först beskrevs av Jordan 1933.  Metastivalius shawmayeri ingår i släktet Metastivalius och familjen Stivaliidae. Inga underarter finns listade i Catalogue of Life.